# Excepta mazowieckie
Excepta mazowieckie (z łac. exceptum – wyjątek) – wyjątki zastrzeżone przez szlachtę mazowiecką przyjmującą prawo obowiązujące w Koronie na sejmie toruńskim (19 października – 29 listopada 1576). Ostatecznie zatwierdzone przez króla 10 czerwca 1577 w Malborku.
Akces ten uzgodniono wcześniej, na sejmie koronacyjnym Stefana Batorego w Krakowie (31 marca – 29 maja 1576).
Wyjątki liczyły 46 artykułów. W ostatnim z nich znoszono instytucję „zwolnienia kmieci na rękojemstwo”.